# Kriminalpolizei

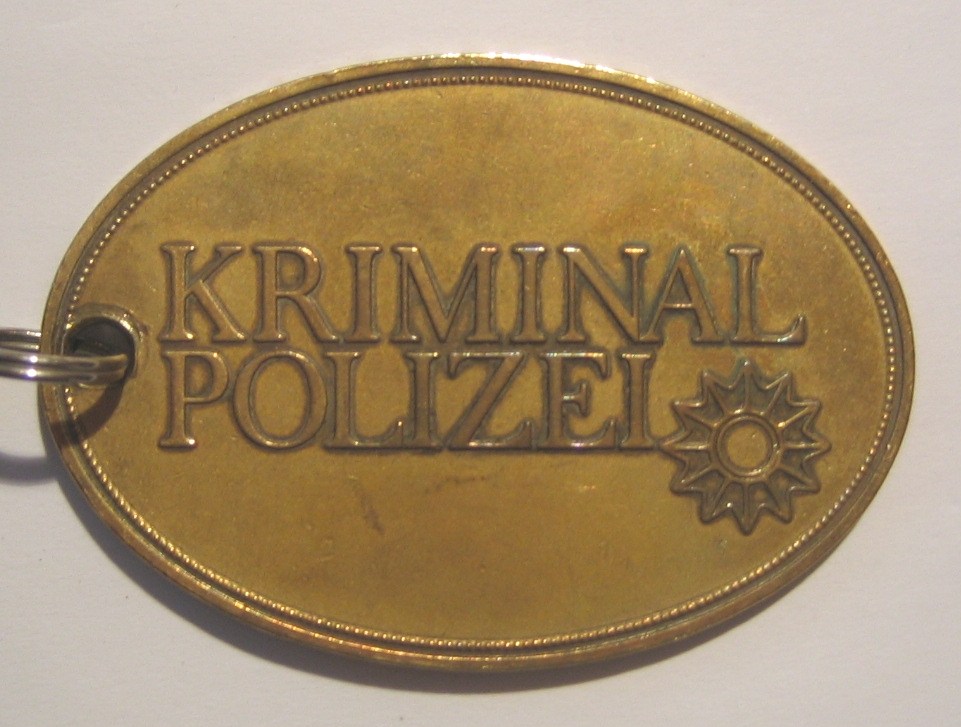
Egy mai Kripo-jelvény

A Kriminalpolizei (kiejtéseⓘ, ’bűnügyi rendőrség’), röviden Kripo általános kifejezés a bűnügyi nyomozóügynökségre Németország rendőrségein, Ausztriában, és Svájc egyes – német nyelvterülethez tartozó – kantonjaiban.

## Alapítása
1799-ben hat rendőrt kijelöltek a porosz Kammergerichtbe (fellebbviteli bíróságra), Berlinbe, hogy több, kiemelkedően fontos bűnesetet vizsgáljanak. Engedélyt adtak nekik, hogy szükség esetén civil ruhában vagy inkognitóban nyomozzanak. 1811-ben bekerültek a szolgálati szabályaik a Berliner Polizeireglementbe (Berlini Rendőrségi Szabályzat). 1872-ben már megkülönböztették az egyenruhás egységektől, az utóbbi a Schutzpolizei nevet kapta.

## A náci Németországban
Miután Hitler 1933 januárjában Führer és kancellár lett, egy programot kezdett el, hogy a náci párt befolyását megszilárdítsa. 1939 szeptemberében létrehozták a Birodalmi Biztonsági Főhivatalt (Reichssicherheitshauptamt), a különféle államellenes ügyek és állambiztonsági ügynökségeket irányító parancsnokságot.
A Kripo javarészt egyszerű, volt detektíveket működtet, miközben az Ordnungspolizei-jal, a rendőrség egyenruhás rendjeivel együttműködik. Általában a komolyabb köztörvényes bűntényekkel, mint például nemi erőszakkal, gyilkossági és gyújtogatási ügyekkel foglalkoztak. Ez idő alatt a Kripo az SS-hez, a védelmi ezredhez tartozott.

## Napjainkban
Napjainkban a Német Szövetségi Köztársaság felosztja a rendőrségi felelősséget a szövetségi és tartományi hatóságok között. A tartományi rendőrség (Landespolizei) foglalkozik a bűntények nagy részével. Ezen belül a nyomozóhivatalt hívják Kriminalpolizeinak, vagy köznyelven Kripónak. A különféle osztályok tartományi jogszabályok szerint szervezettek, és végül a tartományi belügyminisztériumnak jelentenek. Ahogy a rendőrségi munka döntő többsége tartományi szinten történik, a Kripo végzi a legtöbb bűnügyi nyomozást Németország területén.
A Kripo detektívei bűntényeket, és incidenseket vizsgálnak, civil ruhában. Bizonyítékokat gyűjtenek, tanúkat és gyanúsítottakat hallgatnak ki, elkobozzák a helyszínen talált vagyont, nyomozókat küldhetnek ki a közdetektíveknek, vagy olyan területekre, ahol egyedi igazságszolgáltatás van.
A Kripo nyomozói rendszerint a rendőrakadémián és az első években az utcai szolgálat során jól teljesítő járőrözők. Szigorú vizsgálat és szűrés után egy kis csoport kriminológiából műszaki oktatást kap egy rendőrségi főiskolán. Akik elvégezték a kurzust, azok hároméves tanonckodás után válnak igazi nyomozókká. Sokszor közös vizsgálati csoportokat alkotnak a német szövetségi rendőrséggel és a vámhatóságokkal. 

## Fordítás
- Ez a szócikk részben vagy egészben  a   Kriminalpolizei című angol Wikipédia-szócikk ezen változatának fordításán alapul.  Az eredeti cikk szerkesztőit annak laptörténete sorolja fel. Ez a jelzés csupán a megfogalmazás eredetét és a szerzői jogokat jelzi, nem szolgál a cikkben szereplő információk forrásmegjelöléseként.